# João Caeiro
João Caeiro (znany także jako João Cayeyro, Joano Cayeyro, John Cayero) — portugalski najemnik w służbie króla Tabinshwehtiego z dynastii Taungngu.
Był on dowódcą oddziału 700 portugalskich najemników, którzy jako muszkieterowie i artylerzyści wzięli udział w oblężeniu Martabanu. Ich przeciwnikiem była między innymi inna grupa Portugalczyków, wchodzących w skład obrońców miasta i dowodzonych przez Paulo de Seixasa. Caeiro miał poważnie rozważać zdradę i przejście na stronę Saw Binnyi, władcy Martabanu, który proponował mu olbrzymią łapówkę. Jednak odrzucił on tę ofertę po tym, gdy portugalscy oficerowie zagrozili doniesieniem o sprawie birmańskiemu królowi.
Caeiro umarł w 1548 r., prawdopodobnie w Basejn. Pozostawił 13 000 do 14 000 pardaos (srebrnych monet bitych w portugalskiej kolonii w Indiach), które według raportu datowanego na 24 grudnia 1548 r. zostały przekazane do skarbu Indii Portugalskich przez Simão Botelho, superintendenta finansowego tej kolonii.